# John Wallis

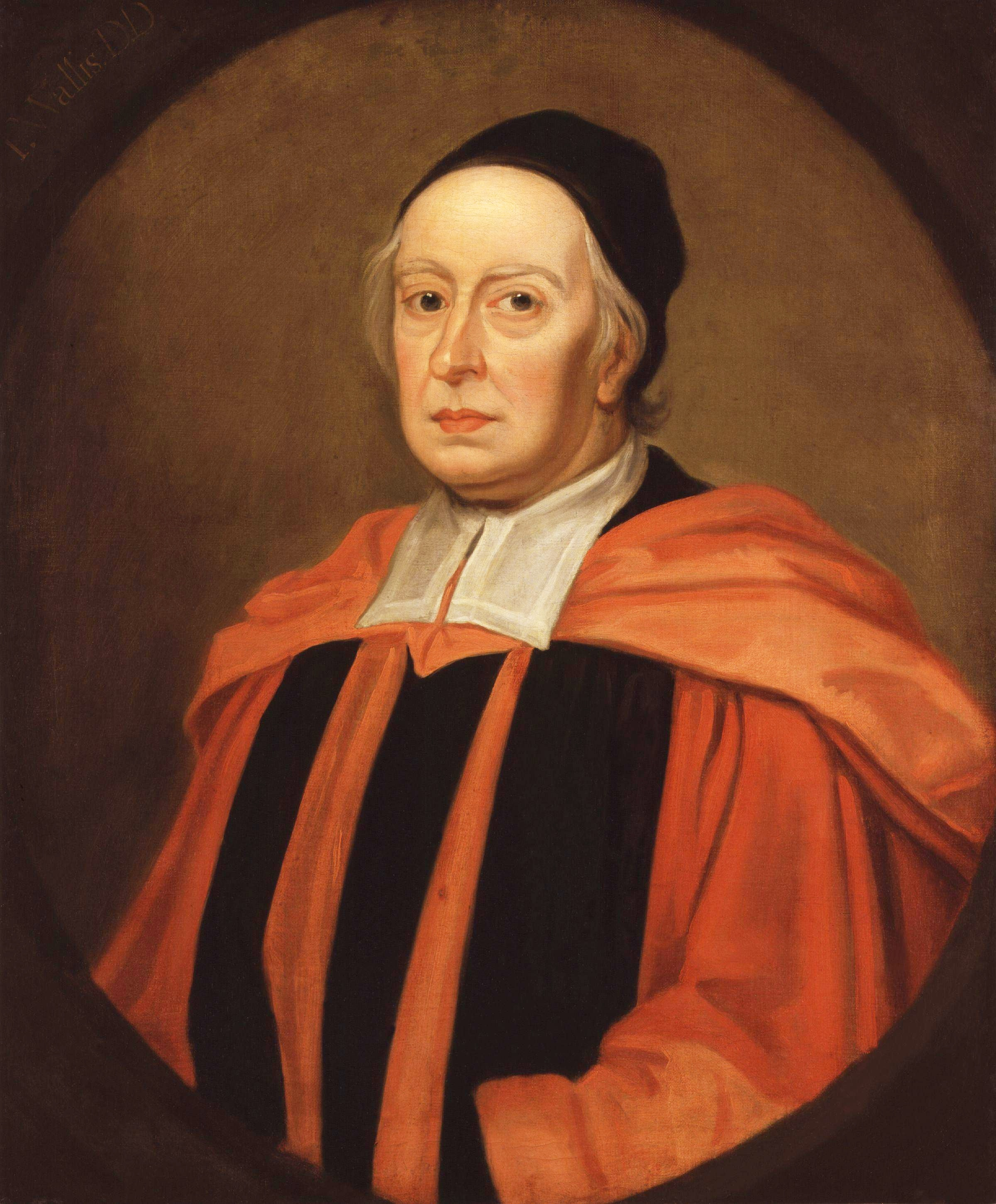
John Wallis

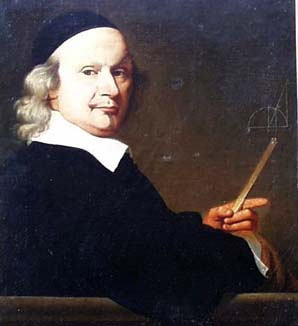
John Wallis

John Wallis (* 23. Novemberjul. / 3. Dezember 1616greg. in Ashford, Kent; † 28. Oktoberjul. / 8. November 1703greg. in Oxford) war ein englischer Mathematiker, der Beiträge zur Infinitesimalrechnung und zur Berechnung der Kreiszahl {\displaystyle \pi } leistete.

## Leben und Wirken
Wallis war eines der fünf Kinder von John Wallis, dem Pfarrer von Ashford. Sein Vater starb, als er knapp sechs Jahre alt war. Da man seine Begabung früh erkannte, wurde er mit 14 Jahren nach Felsted, Essex, auf die Felsted School des bekannten Lehrers Martin Holbeach (1597–1670) geschickt, wo er Griechisch, Latein und Hebräisch lernte. Ab Dezember 1632 studierte er am Emmanuel College in Cambridge unter anderem Philosophie, Geographie, Astronomie und Medizin mit einem Bachelor-Abschluss 1637. Er setzte sein Studium besonders in Theologie fort und schloss 1640 mit einem Master of Arts ab und wurde im selben Jahr als Priester ordiniert. Mathematik, die damals nur als Unterrichtsstoff für Kaufleute, Landvermesser und ähnliche Berufe angesehen wurde, lernte er nicht an der Schule oder Universität, sondern kam damit laut seiner Autobiographie 1631 in Berührung, als sein Bruder ein Rechenbuch für seine Kaufmannslehre studierte.
Nach Abschluss des Studiums war er Kaplan in Butterworth (Yorkshire), Hedingham, Essex und London. In dieser Zeit fing er auch an, sich im Englischen Bürgerkrieg auf der Seite der Roundheads zu engagieren. Ein befreundeter Geistlicher fragte ihn 1642 halb im Scherz, ob er eine verschlüsselte Botschaft der Royalisten entschlüsseln könne, was ihm in diesem und in folgenden Fällen auch gelang. Er erhielt dafür 1643 die Pfarrei in St. Gabriel in London, war aber nach dem Tod seiner Mutter im selben Jahr durch sein Erbe finanziell unabhängig. 1644 wurde er Fellow des Queens’ College in Cambridge, musste diesen Posten aber nach seiner 1645 erfolgten Heirat aufgeben.
Er ging wieder nach London, wo er auch an den ersten Versammlungen der Vorläufergesellschaft der Royal Society aktiv beteiligt war und sich durch die Lektüre eines Buches (Clavis mathematicae) von William Oughtred 1647 ernsthaft mit Mathematik zu befassen begann. Nicht zuletzt wegen seiner kryptologischen Verdienste wurde er 1649 von Cromwell auf den Savilian Chair of Geometry in Oxford berufen, als der vorherige Inhaber Peter Turner wegen Unterstützung der Royalisten entlassen wurde. Auch später war Wallis als Kryptologe tätig, indem er eine Geheimbotschaft von Ludwig XIV. entzifferte, die Polen zu einem Angriff auf Preußen drängen sollte. Er bildete auch viele Kryptologen aus. Als der mit ihm befreundete Leibniz ihn 1699 darum bat, Kryptologen für das Haus Hannover auszubilden, lehnte er jedoch ab. 1657 wurde Wallis Verwalter der Universitätsarchive in Oxford. Da er sich öffentlich gegen die Hinrichtung Karls I. ausgesprochen hatte, behielt er seinen Lehrstuhl auch nach der Restauration 1660 und wurde sogar königlicher Kaplan.
Wallis schrieb eine englische Grammatik (Grammatica linguae Anglicanae 1653) und gab Texte antiker griechischer Mathematiker heraus (die Abhandlung über die Abstände von Sonne und Mond von Aristarchos von Samos, Archimedes Sandzähler, die Harmonik des Ptolemäus u. a.). Er machte auch die Arbeiten des englischen Renaissance-Mathematikers Thomas Harriot bekannt. Als er einen Versuch des Philosophen Thomas Hobbes zur Quadratur des Kreises herablassend kritisierte, entspann sich zwischen beiden ein heftiger Schlagabtausch, der auch nach Jahren nicht abkühlte und erst mit Hobbes Tod 25 Jahre nach Beginn des Disputs endete.

## Werk
Wallis trug in seinen Werken zur Entwicklung der Infinitesimalrechnung vor Newton bei, wobei er auf den Arbeiten von Johannes Kepler, Cavalieri, Roberval und Torricelli aufbaute. 1656 leitete er in Arithmetica infinitorum, in dem er Untersuchungen zu unendlichen Reihen veröffentlichte, das „Wallissche Produkt“ her, mit dem man näherungsweise die Kreiszahl {\displaystyle \pi } berechnen kann:
{\displaystyle {\frac {\pi }{2}}=\prod _{k=1}^{\infty }{\frac {(2k)^{2}}{(2k-1)(2k+1)}}={\frac {2^{2}}{1\cdot 3}}\cdot {\frac {4^{2}}{3\cdot 5}}\cdot {\frac {6^{2}}{5\cdot 7}}\cdot {\frac {8^{2}}{7\cdot 9}}\cdot \;\cdots }
Die Formel entstand aus der Integration der Funktion {\displaystyle (1-x^{2})^{n}} für n=1/2 (also der direkten Integration der Fläche des Einheitskreises), die er aus der Interpolation (ein Begriff, den er einführte) des Integrals für ganze n gewann. Auch das Unendlichzeichen {\displaystyle \infty } als Symbol für das Unendliche stammt von Wallis. Die Arithmetica infinitorum übte einen großen Einfluss auf Isaac Newton aus, der das Buch im Winter 1664/65 studierte, und führten zu einem Briefwechsel mit Fermat, der nach Erscheinen des Buches die englischen Mathematiker mit mathematischen Problemen herausforderte.
In seiner Algebra ließ er auch komplexe Lösungen von Gleichungen zu. Er war einer der ersten britischen Mathematiker, die die Methoden der analytischen Geometrie von Descartes benutzten. Unter anderem wandte er sie auf die Kegelschnitte an. In seiner Algebra, seinem letzten großen Werk, an dem er viele Jahre arbeitete, ist auch ein Abschnitt über unendliche Reihen und sie enthält insbesondere in der ersten Auflage die ersten Veröffentlichungen von einigen von Newtons Resultaten auf diesem Feld. Wallis war sehr bemüht Newtons Priorität auf diesem Gebiet zu dokumentieren (zumal Newton damals nichts selbst veröffentlichte) und ermunterte auch andere Kollegen in Großbritannien dazu. In seiner Algebra baute er insbesondere auf der Arbeit englischer Mathematiker wie Oughtred, Harriot und John Pell auf. Er versuchte auch nachzuweisen, dass Descartes in der Algebra von Harriot beeinflusst war.
Bei Wallis finden sich auch erste Ansätze zur geometrischen Interpretation komplexer Zahlen (zunächst positiver und negativer reeller Zahlen auf der Zahlengerade und dann Rechnungen mit geometrischen Mitteln um einer geometrischen Konstruktion komplexer Zahlen näherzukommen).
Er verfasste Abhandlungen zur Musiktheorie und ein Traktat über Phonetik (De loquela, 1653). Wallis Studien über Phonetik führten auch zu Methoden zur Unterrichtung tauber Kinder, und er unterrichtete 1661/62 zwei Gehörlose, worüber er vor der Royal Society berichtete. In diesem Bereich übernahm er auch Theorien von Johann Konrad Ammann.
Zur Bewegungslehre und Mechanik verfasste er 1671 ein Werk Mechanica sive de motu tractatus geometricus, in dem er auf galileischer Grundlage die strikt geometrische Grundlage dieser Lehre betonte. Es handelt insbesondere von Schwerpunkten und Stößen und stellte einen wesentlichen Fortschritt in der Mathematisierung der Mechanik im 17. Jahrhundert dar. Das Buch beeinflusste auch Isaac Newton, der mit seinem Buch „Principia“ (1687) allerdings weit darüber hinausging.
Er war auch an Musiktheorie interessiert und übersetzte griechische Texte von Claudius Ptolemäus, Porphyrios und Bryennios und diskutierte mit Thomas Salmon, Henry Oldenburg und anderen über Musiktheorie.

## Ehrungen
Am 20. Mai 1663 wurde Wallis als Mitglied („Original Fellow“) in die Royal Society gewählt.

## Schriften (Auswahl)
Bücher

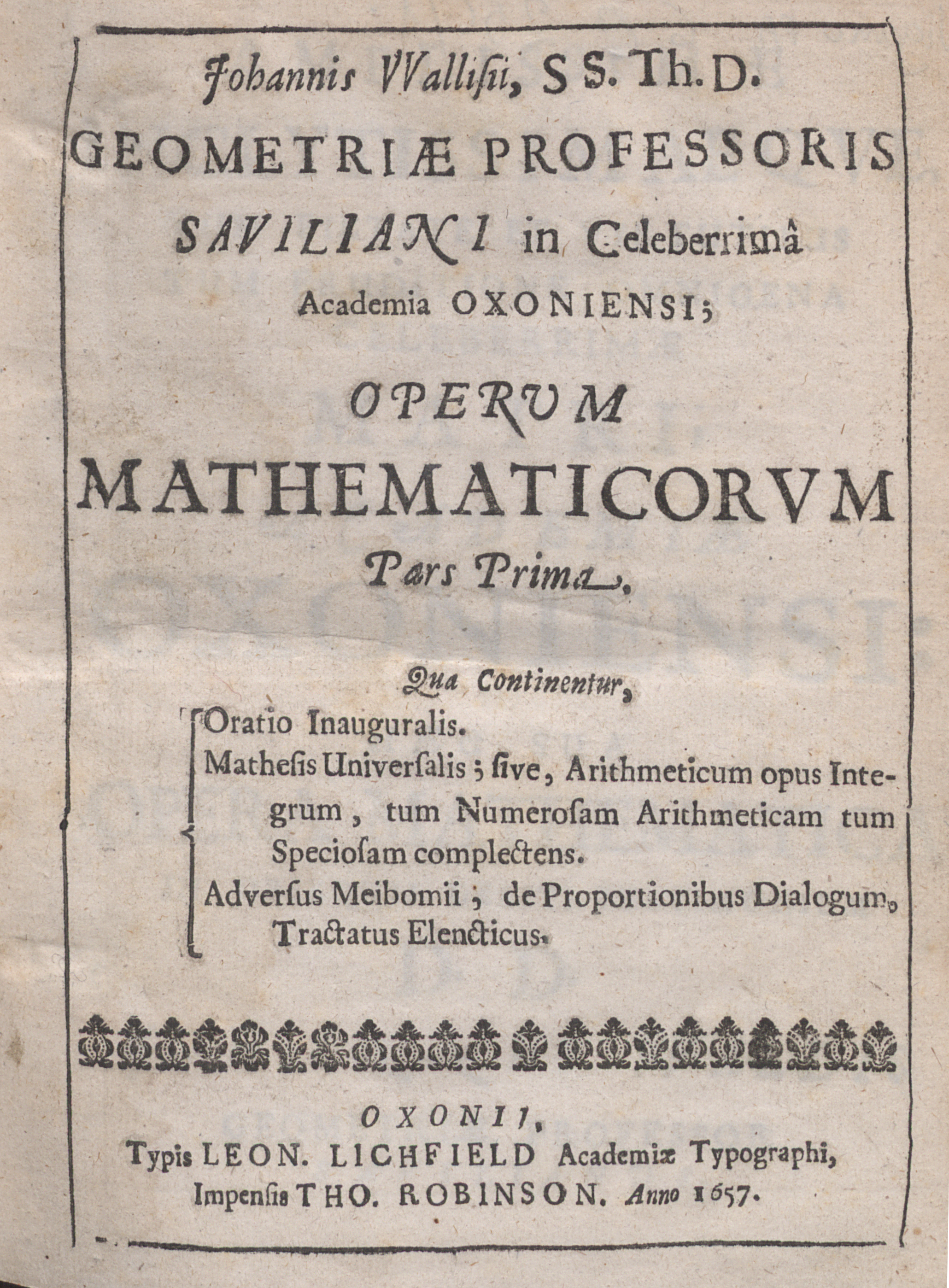
Titelseite des ersten Teils der Opera mathematica (1657)

- Grammatica linguae Anglicanae. Cui praefigitur de loquela sive sonorum formatione, tractatus grammatico-physicus. Oxford 1653 (Digitalisat).
- Arithmetica infinitorum sive nova methodus inquirendi in curvilineorum quadraturam aliaque difficiliora matheseos problemata. Oxford 1656 (Digitalisat).
- Opera mathematica. 2 Teile. Oxford 1656–1657 (Teil 1, Teil 2) – darin
  - Oratio inauguralis. Oxford 1657 (Digitalisat).
  - Mathesis universalis, sive, arithmeticum opus integrum, tum numerosam arithmeticam tum speciosam complectens. Oxford 1657 (Digitalisat).
  - Adversus Meibomii, de proportionibus dialogum, tractatus elencticus. Oxford 1657 (Digitalisat).
  - De sectionibus conicis, nova methodo expositis, tractatus. Oxford 1655 (Digitalisat).
  - De angulo contactus et semicirculi disquisitio geometrica. Oxford 1655 (Digitalisat).
  - Arithmetica infinitorum sive nova methodus inquirendi in curvilineorum quadraturam aliaque difficiliora matheseos problemata. Oxford 1656 (Digitalisat).
  - Eclipsis solaris Oxonii visae anno aerae christianae 1654. Oxford 1655 (Digitalisat).
- Commercium epistolicum de quaestionibus mathematicis nuper habitum. Oxford 1658 (Digitalisat) – als Herausgeber.
- Mechanica: sive, de motu, tractatus geometricus. 2 Bände, London 1670–1671 (Digitalisat).
- A treatise of angular sections. London 1684 (Volltext, Digitalisat).
- Treatise of Algebra. Both historical and practical. London 1685 (Digitalisat) – darin
  - Cono-cuneus: or, the shipwrights circular wedge. London 1684 (Digitalisat).
  - A treatise of angular sections. London 1684 (Digitalisat).
  - A defense of the tratise of the angle of contact. London 1684 (Digitalisat).
  - A discourse of combinations, alternations, and aliquot parts. London 1685 (Digitalisat).
- Institutio logicae, ad communes usus accommodata. Oxford 1687 (Digitalisat).
- Opera mathematica. 3 Bände, 1693–1699 (Band 1, Band 2, Band 3) – darin
  - De aestu maris, hypothesis nova. Band 2 (Digitalisat).
  - Faksimile-Nachdruck: Georg Olms, Hildesheim / New York 1972 – herausgegeben von Christoph J. Scriba.

Zeitschriftenbeiträge
- An essay of Dr. John Wallis, exhibiting his hypothesis about the flux and reflux of the sea, taken from the consideration of the common center of gravity of the Earth and Moon. In: Philosophical Transactions. Band 1, Nr. 16, 6. August 1666, S. 263–281 (doi:10.1098/rstl.1665.0108).

## Briefe
- Philip Beeley, Christoph J. Scriba (Hrsg.): The correspondence of John Wallis. 4 Bände. Oxford University Press, Oxford 2003–2014.